# Haplochromis
Haplochromis – rodzaj słodkowodnych ryb okoniokształtnych z rodziny pielęgnicowatych (Cichlidae). Typ nomenklatoryczny plemienia Haplochromini.

## Występowanie
Występują w jeziorach i rzekach w różnych częściach Afryki, z wyjątkiem Afryki Zachodniej. Wiele gatunków znanych jest z Jeziora Wiktorii, Malawi oraz z dorzecza Konga.

## Taksonomia
Haplochromis został wyodrębniony przez Hilgendorfa jako podrodzaj ryb z Jeziora Wiktorii, w obrębie rodzaju Chromis w ówczesnej rodzinie Chromidae. Do rangi rodzaju został podniesiony przez Boulengera. Gatunkiem typowym jest Chromis (Haplochromis) obliquidens.
Haplochromis jest taksonem problematycznym, obecnie uznawanym za polifiletyczny. Jego definicja (diagnoza taksonomiczna) była zmieniana przez wielu autorów (m.in. Greenwood, Boulenger, Regan i van Oijen). Nadal trwają prace zmierzające do ustalenia filogenezy tej grupy ryb.

## Klasyfikacja
Gatunki zaliczane do tego rodzaju:
- Haplochromis acidens
- Haplochromis adolphifrederici
- Haplochromis aelocephalus
- Haplochromis aeneocolor
- Haplochromis akika
- Haplochromis albertianus
- Haplochromis altigenis
- Haplochromis ampullarostratus
- Haplochromis angustifrons
- Haplochromis annectidens
- Haplochromis antleter
- Haplochromis apogonoides
- Haplochromis aquila
- Haplochromis arcanus
- Haplochromis argens
- Haplochromis argenteus
- Haplochromis artaxerxes
- Haplochromis astatodon
- Haplochromis aureus
- Haplochromis avium
- Haplochromis bakongo
- Haplochromis barbarae
- Haplochromis bareli
- Haplochromis bartoni
- Haplochromis bayoni
- Haplochromis beadlei
- Haplochromis bicolor
- Haplochromis boops
- Haplochromis brauschi
- Haplochromis brownae
- Haplochromis bullatus
- Haplochromis bwathondii
- Haplochromis callichromus
- Haplochromis cassius
- Haplochromis cavifrons
- Haplochromis chilotes
- Haplochromis chlorochrous
- Haplochromis chromogynos
- Haplochromis chrysogynaion
- Haplochromis cinctus
- Haplochromis cinereus
- Haplochromis cnester
- Haplochromis commutabilis
- Haplochromis concilians
- Haplochromis coprologus
- Haplochromis crassilabris
- Haplochromis crebridens
- Haplochromis crocopeplus
- Haplochromis cronus
- Haplochromis cryptodon
- Haplochromis cryptogramma
- Haplochromis curvidens
- Haplochromis decticostoma
- Haplochromis degeni
- Haplochromis demeusii
- Haplochromis dentex
- Haplochromis dichrourus
- Haplochromis diplotaenia
- Haplochromis dolichorhynchus
- Haplochromis dolorosus
- Haplochromis eduardii
- Haplochromis elegans
- Haplochromis empodisma
- Haplochromis engystoma
- Haplochromis erutus
- Haplochromis erythrocephalus
- Haplochromis erythromaculatus
- Haplochromis estor
- Haplochromis eutaenia
- Haplochromis exspectatus
- Haplochromis falcatus
- Haplochromis fasciatus
- Haplochromis fischeri
- Haplochromis flavipinnis
- Haplochromis flavus
- Haplochromis fuscus
- Haplochromis fusiformis
- Haplochromis gilberti
- Haplochromis glaucus
- Haplochromis goldschmidti
- Haplochromis gowersii
- Haplochromis gracilifur
- Haplochromis gracilior
- Haplochromis granti
- Haplochromis graueri
- Haplochromis guiarti
- Haplochromis harpakteridion
- Haplochromis heusinkveldi
- Haplochromis hiatus
- Haplochromis howesi
- Haplochromis humilior
- Haplochromis humilis
- Haplochromis insidiae
- Haplochromis iris
- Haplochromis ishmaeli
- Haplochromis kamiranzovu
- Haplochromis katavi
- Haplochromis katonga
- Haplochromis katunzii
- Haplochromis kimondo
- Haplochromis kujunjui
- Haplochromis labiatus
- Haplochromis labriformis
- Haplochromis lacrimosus
- Haplochromis laparogramma
- Haplochromis latifasciatus
- Haplochromis latifrons
- Haplochromis limax
- Haplochromis lividus
- Haplochromis loati
- Haplochromis lobatus
- Haplochromis longirostris
- Haplochromis luluae
- Haplochromis macconneli
- Haplochromis macrognathus
- Haplochromis macrops
- Haplochromis macropsoides
- Haplochromis maculipinna
- Haplochromis mahagiensis
- Haplochromis maisomei
- Haplochromis malacophagus
- Haplochromis mandibularis
- Haplochromis martini
- Haplochromis maxillaris
- Haplochromis megalops
- Haplochromis melanopterus
- Haplochromis melanopus
- Haplochromis melichrous
- Haplochromis mentatus
- Haplochromis mento
- Haplochromis michaeli
- Haplochromis microchrysomelas
- Haplochromis microdon
- Haplochromis moeruensis
- Haplochromis molossus
- Haplochromis mylergates
- Haplochromis mylodon
- Haplochromis nanoserranus
- Haplochromis nigrescens
- Haplochromis nigripinnis
- Haplochromis nigroides
- Haplochromis niloticus
- Haplochromis nubilus
- Haplochromis nuchisquamulatus
- Haplochromis nyanzae
- Haplochromis obesus
- Haplochromis obliquidens
- Haplochromis obtusidens
- Haplochromis occultidens
- Haplochromis oligacanthus
- Haplochromis oligolepis
- Haplochromis olivaceus
- Haplochromis oregosoma
- Haplochromis pachycephalus
- Haplochromis pallidus
- Haplochromis pancitrinus
- Haplochromis pappenheimi
- Haplochromis paradoxus
- Haplochromis paraguiarti
- Haplochromis paraplagiostoma
- Haplochromis pardus
- Haplochromis paropius
- Haplochromis parvidens
- Haplochromis paucidens
- Haplochromis pelagicus
- Haplochromis pellegrini
- Haplochromis percoides
- Haplochromis perrieri
- Haplochromis pharyngalis
- Haplochromis pharyngomylus
- Haplochromis phytophagus
- Haplochromis piceatus
- Haplochromis pitmani
- Haplochromis placodus
- Haplochromis plagiodon
- Haplochromis plagiostoma
- Haplochromis planus
- Haplochromis plutonius
- Haplochromis polli
- Haplochromis prodromus
- Haplochromis prognathus
- Haplochromis pseudopellegrini
- Haplochromis ptistes
- Haplochromis pyrrhocephalus
- Haplochromis pyrrhopteryx
- Haplochromis quasimodo
- Haplochromis relictidens
- Haplochromis retrodens
- Haplochromis rex
- Haplochromis riponianus
- Haplochromis rubescens
- Haplochromis rudolfianus
- Haplochromis sauvagei
- Haplochromis saxicola
- Haplochromis scheffersi
- Haplochromis schubotzi
- Haplochromis schubotziellus
- Haplochromis schwetzi
- Haplochromis serranus
- Haplochromis serridens
- Haplochromis simba
- Haplochromis simpsoni
- Haplochromis snoeksi
- Haplochromis spekii
- Haplochromis sphex
- Haplochromis squamipinnis
- Haplochromis squamulatus
- Haplochromis stigmatogenys
- Haplochromis sulphureus
- Haplochromis tanaos
- Haplochromis taurinus
- Haplochromis teegelaari
- Haplochromis teunisrasi
- Haplochromis theliodon
- Haplochromis thereuterion
- Haplochromis thuragnathus
- Haplochromis toddi
- Haplochromis tridens
- Haplochromis turkanae
- Haplochromis tyrianthinus
- Haplochromis ushindi
- Haplochromis vanheusdeni
- Haplochromis vanoijeni
- Haplochromis velifer
- Haplochromis venator
- Haplochromis vicarius
- Haplochromis victorianus
- Haplochromis vittatus
- Haplochromis vonlinnei
- Haplochromis worthingtoni
- Haplochromis xenognathus
- Haplochromis xenostoma

## Galeria gatunków

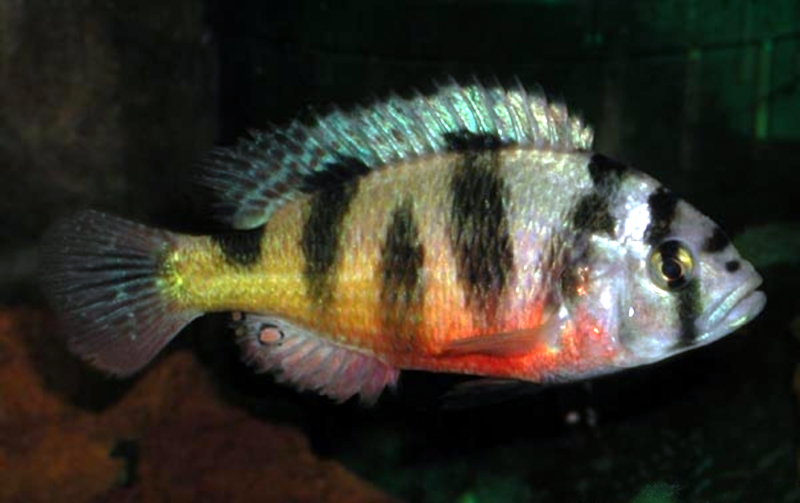
Haplochromis latifasciatus
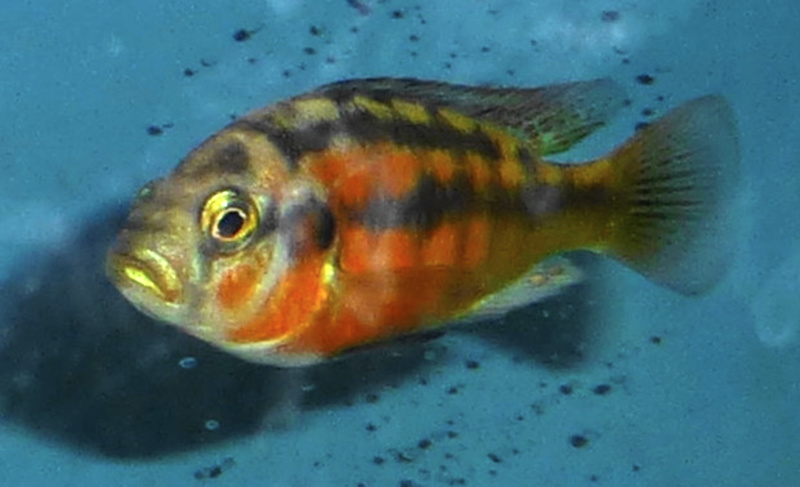
Haplochromis sauvagei
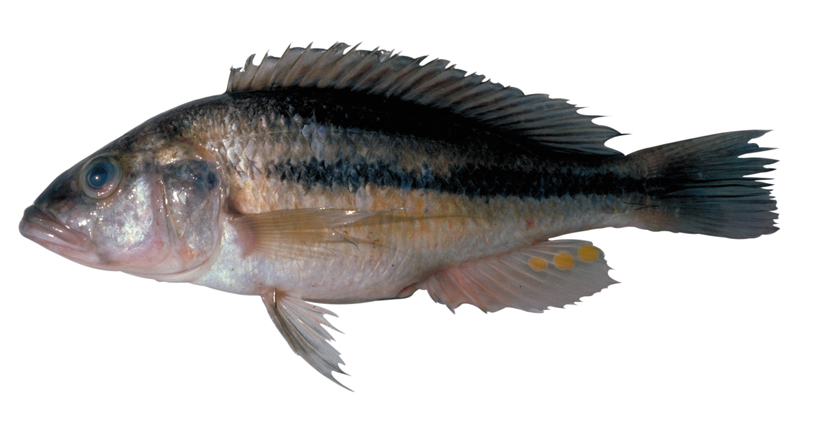
Haplochromis vonlinnei

Gatunki poza wykazem występujące w FishBase
- Haplochromis azureus
- Haplochromis macrocephalus
- Haplochromis mbipi
- Haplochromis omnicaeruleus
- Haplochromis rubripinnis
- Haplochromis rufocaudalis
- Haplochromis rufus
- Haplochromis smithii
- Haplochromis xanthopteryx